# Блестящие
«Блестя́щие» — российская женская поп-группа. Одна из первых женских групп в России. Основатели коллектива — композитор Андрей Грозный и сопродюсер Андрей Шлыков. Саунд-продюсер группы — Сергей Харута.

## История

### 1995—1998
В марте 1995 года композитор и продюсер Андрей Грозный вместе с Андреем Шлыковым решили создать девичью группу. В проект Грозный пригласил первую солистку — Ольгу Орлову, которая впоследствии пригласила в группу свою знакомую Полину Иодис. Третьей солисткой становится танцовщица Варвара Королёва, которая также была знакома с Ольгой Орловой. Название «Блестящие» новой группе придумал сам Грозный. После того как продюсеры определились с составом, группа записала первый сингл «Там, только там» и в январе 1996 года сняла на него клип. Премьера клипа состоялась в марте 1996 года на ОРТ.
В марте 1996 года перед гастрольным туром Варвара покинула группу, решив посвятить себя семье. Вскоре на её место была принята Ирина Лукьянова из малоизвестного коллектива «Diamond Beauty». В марте 1997 года в группу принята Жанна Фриске, которая изначально являлась художественным руководителем коллектива.

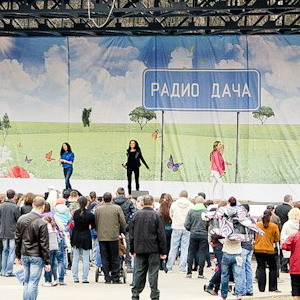
Блестящие на субботнике «Радио Дача»

11 апреля 1997 года вышел дебютный альбом «Там, только там» (однако альбом был записан незадолго до ухода Варвары Королёвой из группы). В мае 1997 года в обновлённом составе у группы вышел второй клип на песню «Цветы». Данный состав просуществовал в течение двух лет. Именно в этом составе группа добилась популярности. Вскоре были сняты клипы «Облака», «Ча-ча-ча», «Где же ты, где?». 
20 февраля 1998 года вышел второй альбом «Просто мечты». В ноябре 1998 года группу покинула Полина Иодис. Позже, после ухода из группы, она посвятила себя экстремальным видам спорта.
Усечённым составом без Полины Иодис группа снимает клип на песню «Новый год», записанную совместно с группой «Амега». Премьера клипа состоялась в декабре 1998 года.

### 1999—2000
В августе 1999 года в группу пригласили бывшую солистку молодёжной группы «Класс» — Ксению Новикову, которая время от времени записывала бэк-вокал для группы. Группа записала синглы «За осенью придёт зима» и «Чао, бамбина!», на которые сняли видео. Однако первое время телеканалы отказывались ставить в ротацию клип «Чао, бамбина!» из-за того, что он был очень эротичным по тем временам. 5 февраля вышел альбом «О любви», а в декабре — сборник лучших песен «Белым снегом». В это же время на экранах ТВ состоялась премьера ремикса на клип «Чао, бамбина!», аранжировщиком которого выступил Алексей Рыжов, участник группы «Дискотека Авария».
В августе 2000 года у Ольги Орловой закончился контракт с коллективом, но она решила остаться. Однако позже Ольга узнала о беременности и объявила об уходе, но в действительности её уволили из-за долгого сокрытия беременности от продюсеров. Последним клипом с участием Ольги был «Белым снегом», съёмки которого прошли 18 октября 2000 года на «Мосфильме» (павильон № 10, студия «Эмми»). В клипе Орлову показывали мало по причине её беременности. Через несколько месяцев клип был перемонтирован, и Ольгу окончательно вырезали из видео. В клипе на ремикс песни «Белым снегом» Орлову показали всего 1 раз во вступлении. В декабре 2000 года группа в усечённом составе даёт несколько сольных концертов в ГЦКЗ «Россия».

### 2001—2003
В феврале 2001 года группа сняла видеоклип на песню «Долго тебя ждала». Вскоре Жанна Фриске начала заниматься сольным творчеством, совмещая работу с группой. Летом 2001 года состоялась премьера её дебютного видеоклипа на песню «Лечу в темноту».
В августе 2001 года четвёртой солисткой группы стала Юлия Ковальчук. Её дебют состоялся в клипе на песню «Ау-ау», режиссёром которого выступил Роман Прыгунов. В обновлённом составе группа выпустила три сингла: «Ау-ау», «За четыре моря» и «А я всё летала» (стихи к последнему написала Ксения Новикова). 25 сентября 2002 года в развлекательном комплексе «Golden Palace» состоялась презентация альбома «За четыре моря». 15 декабря группа получила премию «Золотой граммофон» за песню «За четыре моря».
В феврале 2003 года газета «Московский комсомолец» посчитала группу одним из самых ярких российских поп-коллективов. В честь этого 6 февраля солистки приняли участие в чате, который длился полтора часа.
В марте 2003 года в связи с беременностью группу покинула Ирина Лукьянова. На её место взяли бывшую фигуристку Анну Семенович. В новом составе группа записала композицию «Апельсиновая песня» и сняла на неё клип. Также осенью того же года вышел альбом «Апельсиновый рай».
Летом Жанна Фриске стала участницей проекта «Последний герой» и после возвращения с проекта приняла решение покинуть группу.
6 декабря группа получила «Золотой граммофон» за песню «А я всё летала». В декабре 2003 года вышел журнал FHM, в котором «Блестящие» снялись в откровенной фотосессии в составе Фриске — Новикова — Ковальчук — Семенович.

### 2004—2008
До апреля 2004 года Ксения, Юлия и Анна выступают втроём. В клипе «Новогодняя песня» состоялся дебют новой участницы коллектива — Надежды Ручки. В этом составе группа выпускает синглы: «Новогодняя песня», «Пальмы парами», «Восточные сказки», «Брат мой десантник».
В 2005 году группа приняла участие в программе телеканала «MTV Россия» «Полный контакт», где соревнуются с группой «ВИА Гра», но победить не удалось. 7 и 8 июня прошли съёмки клипа «Пальмы парами», по сюжету которого была задумана пляжная вечеринка Playboy в стиле 1960-х.
После выхода видеоклипа «Восточные сказки» своё недовольство выразил Гейдар Джемаль, председатель Исламского комитета России.
В декабре 2005 года вышел альбом «Восточные сказки». В июне 2006 года на ежегодной «Премии Муз-ТВ» группа была представлена в номинации «Лучший дуэт» с песней «Восточные сказки», но проиграла Николаю Баскову и Таисии Повалий. В ноябре 2006 года состоялась премьера клипа «Агент 007». В начале 2007 года записывается сингл «Тили-тесто».
В марте 2007 года группу покинула Анна Семенович. Анну заменила Анастасия Осипова. В обновлённом составе, продержавшемся всего 2 месяца, группа перезаписала сингл «Агент 007», выступила на шоу «Бабий бунт», записала новую версию сингла «Восточные сказки» и выступила на Кинонаградах MTV с «Песней Бабок Ёжек».
В мае коллектив покидает Ксения Новикова. 5 июня 2007 года группа принимает участие в съемках концерта «Первого канала» «Новые песни о главном» с песней «Тили-тесто». На место Новиковой в группу была принята Наталия Асмолова, которая продержалась всего три месяца, и из-за разногласий с продюсерами покинула группу. Впоследствии на её место пришла Наталья Фриске — младшая сестра Жанны Фриске, которая была представлена публике на премии «MTV RMA 2007» 4 октября 2007 года. Осенью на радио состоялась премьера новой версии песни «Как звезда», записанной с участием Юлии Ковальчук, Надежды Ручки и Анастасии Осиповой.
31 декабря 2007 года у Юлии Ковальчук закончился контракт с группой, и она решила его не продлевать. В начале 2008 года проводится кастинг при поддержке «LOVE Radio» в группу «Блестящие» на 2 места — ушедшей Юлии Ковальчук и уходящей Натальи Фриске. Прошедшими кастинг были объявлены танцовщица Анна Дубовицкая, дебют которой состоялся 4 февраля на церемонии вручения премий «Звуковая дорожка», и модель и певица Надежда Кондратьева. О результатах кастинга сообщил канал «Муз-ТВ». В обновлённом составе коллектив принял участие в показе коллекции одежды от дизайнера Сергея Сысоева. Надежда Кондратьева, которую готовили к участию в группе, солисткой группы не стала. Она также приняла участие в показе Сысоева, но в качестве модели.
В июне 2008 года группу покидает Наталья Фриске, которая решает посвятить себя учёбе. Её место занимает Юлианна Лукашева. Вместе с Юлианной группа записала два сингла «Одноклассники» и «Знаешь, милый», на которые были сняты клипы. Также был выпущен сборник «Одноклассники».

### с 2009
В середине ноября 2009 года Юлианна Лукашева заявила об уходе. На «Золотом граммофоне» 28 ноября 2009 года группа представила обновлённый состав с Мариной Бережной. В январе 2010 группа записала сингл «Шар», на который позже сняли клип. 29 ноября 2010 года группа представила новую песню «Утро».
В июне 2011 года в коллектив вернулась Ксения Новикова. Группа в обновлённом составе записала сингл «Любовь». В октябре Анна Дубовицкая объявила об уходе из группы в связи с беременностью.
В декабре журнал «Афиша» составил список наиболее успешных российских поп-песен, в который вошла и песня «Там, только там».
Осенью 2012 года Ксения Новикова, параллельно с работой в группе, начала сольную карьеру, записав сольную песню «Я так хочу тебя забыть».
Обновлённым составом группа записала ещё несколько новых песен: «Милый мой», «Из чего же», «Зелёные глаза», «День рождения», «К экватору», «Потерять». 11 ноября 2013 года состоялась премьера видеоклипа «Потерять» на музыкальном канале «RU.TV», а 14 ноября — его презентация в ресторане «Stakan».
24 июля 2014 года группа выступила на конкурсе «Новая волна 2014» в Юрмале. Наряду с основными участницами на сцене также выступили многие солистки прошлых лет.
14 февраля 2015 года в Твери девушки представили новую песню «Не отдавай меня никому».
В июне Анастасия Осипова на страничке в социальной сети Facebook сообщила, что покидает коллектив. Её заменила бывшая солистка — Наталия Асмолова. В октябре Ксения Новикова объявила об уходе. Наталия Асмолова также покинула группу. 16 октября прошли съёмки клипа на сингл «Бригада Маляров», на которых был презентован обновлённый состав группы. Новыми участницами стали Сильвия Золотова и Кристина Илларионова. В ноябре «Блестящие» в составе с Ксенией Новиковой и новыми участницами выступили на церемонии, посвященной 20-летию «Золотого Граммофона» с песней «А я всё летала» и получили награду за эту песню.
13 февраля 2016 года в честь 20-летия коллектива вышел выпуск программы «Сегодня вечером», в котором помимо участниц текущего состава принимали участие и многие бывшие солистки группы за 20 лет её существования. 30 декабря вышел сборник песен «Best 20».
В июне 2017 года Надежда Ручка ушла в декретный отпуск и группа в составе трио представила сингл «Любовь». На концертах вместо Ручки некоторое время выступала Наталия Асмолова. В августе Надежда родила сына, и сообщила, что не вернётся в коллектив. В мае 2018 года Ксения Новикова вернулась в коллектив в третий раз.
В июне 2018 года вышел сингл «Свисток зовёт!». В записи песни приняла участие оперная певица Светлана Феодулова. В мае 2020 года вышли два новых сингла «Волны» и «Звёздочка».
16 мая 2022 года в коллектив вернулась Надежда Ручка. Группа записала дуэт с Super Жориком (Михаилом Галустяном) на песню «Другая». 23 июня состоялась премьера песни «Другая», а 27 июня был выпущен одноимённый видеоклип, режиссёром которого выступил Александр Игудин.

## Составы
| Период                      | Состав               | Состав           | Состав            | Состав          | Состав            | Продолжительность состава |
| --------------------------- | -------------------- | ---------------- | ----------------- | --------------- | ----------------- | ------------------------- |
| март 1995 — март 1996       | Ольга Орлова         | Полина Иодис     | Варвара Королёва  |                 |                   | 1 год                     |
| март 1996 — март 1997       | Ольга Орлова         | Полина Иодис     | Ирина Лукьянова   | 1 год 2 месяца  |                   |                           |
| март 1997 — ноябрь 1998     | Ольга Орлова         | Полина Иодис     | Ирина Лукьянова   | Жанна Фриске    | 1 год 6 месяцев   |                           |
| ноябрь 1998 — август 1999   | Ольга Орлова         |                  | Ирина Лукьянова   | Жанна Фриске    | 10 месяцев        |                           |
| август 1999 — ноябрь 2000   | Ольга Орлова         | Ксения Новикова  | Ирина Лукьянова   | Жанна Фриске    | 1 год 3 месяца    |                           |
| ноябрь 2000 — август 2001   |                      | Ксения Новикова  | Ирина Лукьянова   | Жанна Фриске    | 10 месяцев        |                           |
| август 2001 — март 2003     | Юлия Ковальчук       | Ксения Новикова  | Ирина Лукьянова   | Жанна Фриске    | 1 год 7 месяцев   |                           |
| март — июнь 2003            | Юлия Ковальчук       | Ксения Новикова  |                   | Жанна Фриске    | 3 месяца          |                           |
| июнь — сентябрь 2003        | Юлия Ковальчук       | Ксения Новикова  | Анна Семенович    | Жанна Фриске    | 3 месяца          |                           |
| сентябрь 2003 — апрель 2004 | Юлия Ковальчук       | Ксения Новикова  | Анна Семенович    |                 | 7 месяцев         |                           |
| апрель 2004 — март 2007     | Юлия Ковальчук       | Ксения Новикова  | Анна Семенович    | Надежда Ручка   | 2 года 11 месяцев |                           |
| март — май 2007             | Юлия Ковальчук       | Ксения Новикова  | Анастасия Осипова | Надежда Ручка   | 2 месяца          |                           |
| май — октябрь 2007          | Юлия Ковальчук       | Наталья Асмолова | Анастасия Осипова | Надежда Ручка   | 5 месяцев         |                           |
| октябрь 2007 — январь 2008  | Юлия Ковальчук       | Наталья Фриске   | Анастасия Осипова | Надежда Ручка   | 3 месяца          |                           |
| февраль — март 2008         | Анна Дубовицкая      | Наталья Фриске   | Анастасия Осипова | Надежда Ручка   | 1 месяц           |                           |
| июнь 2008 — ноябрь 2009     | Анна Дубовицкая      | Юлианна Лукашева | Анастасия Осипова | Надежда Ручка   | 1 год 5 месяцев   |                           |
| ноябрь 2009 — июнь 2011     | Анна Дубовицкая      | Марина Бережная  | Анастасия Осипова | Надежда Ручка   | 1 год 7 месяцев   |                           |
| июнь 2011 — сентябрь 2011   | Анна Дубовицкая      | Марина Бережная  | Анастасия Осипова | Надежда Ручка   | Ксения Новикова   | 3 месяца                  |
| сентябрь 2011 — июнь 2015   |                      | Марина Бережная  | Анастасия Осипова | Надежда Ручка   | Ксения Новикова   | 3 года 9 месяцев          |
| июнь — октябрь 2015         | Наталья Асмолова     | Марина Бережная  | 4 месяца          | Надежда Ручка   | Ксения Новикова   |                           |
| октябрь 2015 — январь 2016  | Кристина Илларионова | Марина Бережная  | Сильвия Золотова  | Надежда Ручка   | Ксения Новикова   | 3 месяца                  |
| январь 2016 — июнь 2017     | Кристина Илларионова | Марина Бережная  | Сильвия Золотова  | Надежда Ручка   |                   | 1 год и 5 месяцев         |
| июнь 2017 — май 2018        | Кристина Илларионова | Марина Бережная  | Сильвия Золотова  |                 | 11 месяцев        |                           |
| май 2018 — май 2022         | Кристина Илларионова | Марина Бережная  | Сильвия Золотова  | Ксения Новикова | 4 года            |                           |
| май 2022 — н. в.            | Кристина Илларионова | Марина Бережная  | Сильвия Золотова  | Ксения Новикова | Надежда Ручка     | —                         |

## Дискография
| Год  | Альбом                        | Состав                                             |
| ---- | ----------------------------- | -------------------------------------------------- |
| 1997 | «Там, только там»             | О. Орлова, П. Иодис, В. Королёва                   |
| 1997 | «Там, только там» (Remixes)   | О. Орлова, П. Иодис, И. Лукьянова, Ж. Фриске       |
| 1998 | «Просто мечты»                | О. Орлова, П. Иодис, И. Лукьянова, Ж. Фриске       |
| 1998 | «Просто мечты» (видеосборник) | О. Орлова, П. Иодис, И. Лукьянова, Ж. Фриске       |
| 2000 | «О любви»                     | О. Орлова, И. Лукьянова, Ж. Фриске, К. Новикова    |
| 2000 | «Белым снегом» (сборник)      | О. Орлова, И. Лукьянова, Ж. Фриске, К. Новикова    |
| 2002 | «За четыре моря»              | И. Лукьянова, Ж. Фриске, К. Новикова, Ю. Ковальчук |
| 2003 | «Апельсиновый рай»            | Ж. Фриске, К. Новикова, Ю. Ковальчук, А. Семенович |
| 2005 | «Восточные сказки»            | К. Новикова, Ю. Ковальчук, А. Семенович, Н. Ручка  |
| 2008 | «Одноклассники» (сборник)     | Н. Ручка, А. Осипова, А. Дубовицкая, Ю. Лукашева   |
| 2016 | «Best 20» (сборник)           | Н. Ручка, М. Бережная, С. Золотова, К. Илларионова |

## Синглы
| Год  | Название                                             | Авторы слов / музыки                                          | Состав                                                          | Альбом / Сборник                                                                                      |
| ---- | ---------------------------------------------------- | ------------------------------------------------------------- | --------------------------------------------------------------- | --- |
| 1996 | «Там, только там»                                    | Лолла Полтавская, Эдуард Зенов, Ольга Орлова / Андрей Грозный | О. Орлова, П. Иодис, В. Королёва                                | «Там, только там» / «Белым снегом» / «Одноклассники» / «Best 20»                                      |
| 1996 | «Туман»                                              | Андрей Грозный                                                | О. Орлова, П. Иодис, И.Лукьянова                                | «Там, только там» / «Белым снегом» / «Одноклассники» (альбом)                                         |
| 1997 | «Цветы»                                              | Кристиан Рэй                                                  | О. Орлова, П. Иодис, И. Лукьянова, Ж. Фриске                    | «Там, только там» / «Белым снегом» / «Одноклассники» (альбом) / «Best 20» (альбом группы «Блестящие») |
| 1997 | «Облака»                                             | Андрей Грозный                                                | О. Орлова, П. Иодис, И. Лукьянова, Ж. Фриске                    | «Просто мечты» / «Белым снегом» / «Одноклассники» (альбом) / «Best 20» (альбом группы «Блестящие»)    |
| 1998 | «Ча-ча-ча»                                           | Ольга Орлова / Андрей Грозный                                 | О. Орлова, П. Иодис, И. Лукьянова, Ж. Фриске                    | «Просто мечты» / «Белым снегом» / «Одноклассники» (альбом) / «Best 20» (альбом группы «Блестящие»)    |
| 1998 | «Где же ты, где?»                                    | Ольга Орлова / Андрей Грозный                                 | О. Орлова, П. Иодис, И. Лукьянова, Ж. Фриске                    | «Просто мечты» / «Одноклассники» (альбом)                                                             |
| 1998 | «Новый год»                                          | Татьяна Иванова / Андрей Грозный                              | О. Орлова, И. Лукьянова, Ж. Фриске                              | «О любви»                                                                                             |
| 1999 | «Милый рулевой»                                      | Ольга Орлова, Андрей Грозный / Андрей Грозный                 | О. Орлова, И. Лукьянова, Ж. Фриске, К. Новикова                 | «О любви» / «Белым снегом» / «Одноклассники» (альбом)                                                 |
| 1999 | «За осенью придёт зима»                              | Ольга Орлова, Андрей Грозный / Андрей Грозный                 | О. Орлова, И. Лукьянова, Ж. Фриске, К. Новикова                 | «О любви» / «Белым снегом» / «Одноклассники» (альбом) / «Best 20» (альбом группы «Блестящие»)         |
| 1999 | «Чао, бамбина!»                                      | Ольга Орлова / Андрей Грозный                                 | О. Орлова, И. Лукьянова, Ж. Фриске, К. Новикова                 | «О любви» / «Белым снегом» / «Одноклассники» (альбом) / «Best 20» (альбом группы «Блестящие»)         |
| 2000 | «Чао, Бамбина!» (Remix)                              | Ольга Орлова / Андрей Грозный, Алексей Рыжов                  | О. Орлова, И. Лукьянова, Ж. Фриске, К. Новикова                 | «Белым снегом»                                                                                        |
| 2000 | «Белым снегом»                                       | Татьяна Иванова / Андрей Грозный                              | И. Лукьянова, Ж. Фриске, К. Новикова                            | «Белым снегом» / «Одноклассники» (альбом) / «Best 20» (альбом группы «Блестящие»)                     |
| 2001 | «Долго тебя ждала»                                   | Татьяна Иванова / Андрей Грозный                              | И. Лукьянова, Ж. Фриске, К. Новикова                            | «Белым снегом» / «Одноклассники» (альбом) / «Best 20» (альбом группы «Блестящие»)                     |
| 2001 | «Ау-ау»                                              | Андрей Грозный                                                | И. Лукьянова, Ж. Фриске, К. Новикова, Ю. Ковальчук              | «За четыре моря» / «Одноклассники» (альбом) / «Best 20» (альбом группы «Блестящие»)                   |
| 2002 | «За четыре моря»                                     | Татьяна Иванова / Андрей Грозный                              | И. Лукьянова, Ж. Фриске, К. Новикова, Ю. Ковальчук              | «За четыре моря» / «Одноклассники» (альбом) / «Best 20» (альбом группы «Блестящие»)                   |
| 2002 | «За четыре моря» (Remix)                             | Татьяна Иванова / Андрей Грозный                              | И. Лукьянова, Ж. Фриске, К. Новикова, Ю. Ковальчук              | «За четыре моря» (альбом)                                                                             |
| 2002 | «Журавль»                                            | Ольга Орлова / Андрей Грозный                                 | И. Лукьянова, Ж. Фриске, К. Новикова, Ю. Ковальчук              | «За четыре моря» (альбом)                                                                             |
| 2002 | «А я всё летала»                                     | Ксения Новикова / Андрей Грозный                              | И. Лукьянова, Ж. Фриске, К. Новикова, Ю. Ковальчук              | «За четыре моря» (альбом) / «Одноклассники» (альбом) / «Best 20» (альбом группы «Блестящие»)          |
| 2003 | «Апельсиновая песня»                                 | Татьяна Иванова / Андрей Грозный                              | Ж. Фриске, К. Новикова, Ю. Ковальчук, А. Семенович              | «Апельсиновый рай» / «Одноклассники» (альбом) / «Best 20» (альбом группы «Блестящие»)                 |
| 2003 | «Апельсиновая песня» (Remix)                         | Татьяна Иванова / Андрей Грозный                              | Ж. Фриске, К. Новикова, Ю. Ковальчук, А. Семенович              | «Восточные сказки»                                                                                    |
| 2004 | «Новогодняя песня»                                   | Татьяна Иванова / Андрей Грозный                              | К. Новикова, Ю. Ковальчук, А. Семенович, Н. Ручка               | «Восточные сказки» (альбом) / «Одноклассники» (альбом) / «Best 20» (альбом группы «Блестящие»)        |
| 2004 | «Новогодняя песня» (Remix)                           | Татьяна Иванова / Андрей Грозный                              | К. Новикова, Ю. Ковальчук, А. Семенович, Н. Ручка               | «Восточные сказки» (альбом)                                                                           |
| 2005 | «Капитан дальнего плавания»                          | Татьяна Иванова / Андрей Грозный                              | К. Новикова, Ю. Ковальчук, А. Семенович, Н. Ручка               | «Восточные сказки» (альбом)                                                                           |
| 2005 | «Огонёк»                                             | народная                                                      | К. Новикова, Ю. Ковальчук, А. Семенович, Н. Ручка               | «О любви» / «Апельсиновый рай»                                                                        |
| 2005 | «Пальмы парами»                                      | Татьяна Иванова/Андрей Грозный                                | К. Новикова, Ю. Ковальчук, А. Семенович, Н. Ручка               | «Восточные сказки» (альбом) / «Одноклассники» (альбом) / «Best 20» (альбом группы «Блестящие»)        |
| 2005 | «Брат мой десантник»                                 | Татьяна Иванова/Андрей Грозный                                | К. Новикова, Ю. Ковальчук, А. Семенович, Н. Ручка               | «Восточные сказки» (альбом)                                                                           |
| 2005 | «Восточные сказки» (совместно с Arash)               | Татьяна Иванова/Arash                                         | К. Новикова, Ю. Ковальчук, А. Семенович, Н. Ручка               | «Восточные сказки» (альбом) / «Одноклассники» (альбом)                                                |
| 2006 | «Агент 007»                                          | Екатерина Ракова/Андрей Грозный                               | К. Новикова, Ю. Ковальчук, А. Семенович, Н. Ручка               | «Восточные сказки» (альбом) / «Одноклассники» (альбом) / «Best 20» (альбом группы «Блестящие»)        |
| 2007 | «Тили-тесто»                                         | Татьяна Иванова/Андрей Грозный                                | К. Новикова, Ю. Ковальчук, Н. Ручка                             | «Восточные сказки» (альбом)                                                                           |
| 2007 | «Как звезда»                                         | Татьяна Иванова/Андрей Грозный                                | Ю. Ковальчук, Н. Ручка, А. Осипова                              | «Восточные сказки» (альбом)                                                                           |
| 2008 | «Одноклассники»                                      | Татьяна Иванова/Андрей Грозный                                | Н. Ручка, А. Осипова, А. Дубовицкая, Ю. Лукашева                | «Одноклассники» (альбом)                                                                              |
| 2008 | «Знаешь, милый»                                      | Екатерина Ракова / Андрей Грозный                             | Н. Ручка, А. Осипова, А. Дубовицкая, Ю. Лукашева                | «Best 20» (альбом группы «Блестящие»)                                                                 |
| 2010 | «Шар»                                                | Екатерина Ракова / Андрей Грозный                             | Н. Ручка, А. Осипова, А. Дубовицкая, М. Бережная                | «Best 20» (альбом группы «Блестящие») (как Live-mix)                                                  |
| 2010 | «Утро»                                               | Екатерина Ракова / Андрей Грозный                             | Н. Ручка, А. Осипова, А. Дубовицкая, М. Бережная                | ожидается                                                                                             |
| 2011 | «Любовь»                                             | Денис Ковальский                                              | Н. Ручка, А. Осипова, А. Дубовицкая, М. Бережная, К. Новикова   | ожидается                                                                                             |
| 2011 | «Милый мой»                                          | Иван Чабанов / Вадим Лосев                                    | Н. Ручка, А. Осипова, М. Бережная, К. Новикова                  | ожидается                                                                                             |
| 2011 | «Любовь» (Remix)                                     | Денис Ковальский                                              | Н. Ручка, А. Осипова, М. Бережная, К. Новикова                  | ожидается                                                                                             |
| 2012 | «Зелёные глаза»                                      | Андрей Грозный                                                | Н. Ручка, А. Осипова, М. Бережная, К. Новикова                  | ожидается                                                                                             |
| 2013 | «День Рождения»                                      | неизвестно                                                    | Н. Ручка, А. Осипова, М. Бережная, К. Новикова                  | ожидается                                                                                             |
| 2013 | «К Экватору»                                         | неизвестно                                                    | Н. Ручка, А. Осипова, М. Бережная, К. Новикова                  | ожидается                                                                                             |
| 2013 | «Потерять»                                           | Денис Ковальский                                              | Н. Ручка, А. Осипова, М. Бережная, К. Новикова                  | ожидается                                                                                             |
| 2015 | «Не отдавай меня никому»                             | неизвестно                                                    | Н. Ручка, А. Осипова, М. Бережная, К. Новикова                  | ожидается                                                                                             |
| 2015 | «Бригада маляров»                                    | Андрей Грозный                                                | Н. Ручка, М. Бережная, С. Золотова, К. Илларионова              | ожидается                                                                                             |
| 2017 | «Это Любовь»                                         | Татьяна Иванова, Екатерина Ракова / Андрей Грозный            | М. Бережная, С. Золотова, К. Илларионова                        | ожидается                                                                                             |
| 2017 | «Рыжая девочка»                                      | Андрей Грозный                                                | М. Бережная, С. Золотова, К. Илларионова                        | ожидается                                                                                             |
| 2017 | «Солнце»                                             | Андрей Грозный                                                | М. Бережная, С. Золотова, К. Илларионова                        | ожидается                                                                                             |
| 2018 | «Свисток зовёт!» (совместно со Светланой Феодуловой) | Константин Арсеньев / Борис Абдул, Андрей Шлыков              | К. Новикова, М. Бережная, С. Золотова, К. Илларионова           | ожидается                                                                                             |
| 2020 | «Волны»                                              | Татьяна Иванова, Андрей Грозный / Андрей Грозный              | К. Новикова, М. Бережная, С. Золотова, К. Илларионова           | ожидается                                                                                             |
| 2020 | «Звёздочка»                                          | Татьяна Иванова / Андрей Грозный                              | К. Новикова, М. Бережная, С. Золотова, К. Илларионова           | ожидается                                                                                             |
| 2022 | «Чао Бамбина 21/22»                                  | Ольга Орлова / Андрей Грозный                                 | К. Новикова, М. Бережная, С. Золотова, К. Илларионова           | «Чао Бамбина 22» (макси-синглы)                                                                       |
| 2022 | «Другая» (совместно с Супер Жориком)                 | неизвестно                                                    | К. Новикова, Н. Ручка, М. Бережная, С. Золотова, К. Илларионова | вне альбома                                                                                           |
| 2023 | «А на море белый песок» (совместно с Жанной Фриске)  | Екатерина Ракова/Андрей Грозный                               | К. Новикова, Н. Ручка, М. Бережная, С. Золотова, К. Илларионова | вне альбома                                                                                           |
| 2023 | «А в Москве опять дожди»                             | неизвестно                                                    | К. Новикова, Н. Ручка, М. Бережная, С. Золотова, К. Илларионова | вне альбома                                                                                           |

## Видеоклипы
| Год  | Клип                                               | Режиссёр                           | Состав                                                                                    | Альбом                        |
| ---- | -------------------------------------------------- | ---------------------------------- | ----------------------------------------------------------------------------------------- | ----------------------------- |
| 1996 | «Там, только там»                                  | Андрей Грозный, Максим Осадчий     | О. Орлова, П. Иодис, В. Королёва                                                          | Просто мечты (видеосборник)   |
| 1997 | «Цветы»                                            | Роман Прыгунов                     | О. Орлова, П. Иодис, И. Лукьянова, Ж. Фриске                                              | Просто мечты (видеосборник)   |
| 1997 | «Облака»                                           | Роман Прыгунов                     | О. Орлова, П. Иодис, И. Лукьянова, Ж. Фриске                                              | Просто мечты (видеосборник)   |
| 1997 | «Ча-ча-ча»                                         | Роман Прыгунов                     | О. Орлова, П. Иодис, И. Лукьянова, Ж. Фриске                                              | не издавался                  |
| 1998 | «Где же ты, где?»                                  | Роман Прыгунов                     | О. Орлова, П. Иодис, И. Лукьянова, Ж. Фриске                                              | «Просто мечты» (видеосборник) |
| 1998 | «Новый год» (feat. Амега)                          | Филипп Янковский                   | О. Орлова, И. Лукьянова, Ж. Фриске                                                        | не издавался                  |
| 1999 | «За осенью придёт зима»                            | Владислав Опельянц                 | О. Орлова, И. Лукьянова, Ж. Фриске, К. Новикова                                           | не издавался                  |
| 2000 | «Чао, бамбина!»                                    | Филипп Янковский                   | О. Орлова, И. Лукьянова, Ж. Фриске, К. Новикова                                           | не издавался                  |
| 2000 | «Чао, бамбина!» (Remix) (feat. «Дискотека Авария») | Филипп Янковский                   | О. Орлова, И. Лукьянова, Ж. Фриске, К. Новикова                                           | не издавался                  |
| 2000 | «Белым снегом»                                     | Сергей Кальварский                 | О. Орлова, И. Лукьянова, Ж. Фриске, К. Новикова                                           | не издавался                  |
| 2000 | «Белым снегом» (Remix)                             | Сергей Кальварский                 | И. Лукьянова, Ж. Фриске, К. Новикова                                                      | не издавался                  |
| 2001 | «Долго тебя ждала»                                 | Владислав Опельянц                 | И. Лукьянова, Ж. Фриске, К. Новикова                                                      | не издавался                  |
| 2001 | «Ау-ау»                                            | Роман Прыгунов                     | И. Лукьянова, Ж. Фриске, К. Новикова, Ю. Ковальчук                                        | не издавался                  |
| 2002 | «За четыре моря»                                   | Андрей Грозный                     | И. Лукьянова, Ж. Фриске, К. Новикова, Ю. Ковальчук                                        | не издавался                  |
| 2002 | «За четыре моря» (Remix)                           | Андрей Грозный                     | И. Лукьянова, Ж. Фриске, К. Новикова, Ю. Ковальчук                                        | не издавался                  |
| 2002 | «А я всё летала»                                   | Андрей Грозный                     | И. Лукьянова, Ж. Фриске, К. Новикова, Ю. Ковальчук                                        | не издавался                  |
| 2003 | «Апельсиновая песня»                               | Андрей Грозный                     | Ж. Фриске, К. Новикова, Ю. Ковальчук, А. Семенович                                        | не издавался                  |
| 2003 | «Апельсиновая песня» (Remix)                       | Андрей Грозный                     | Ж. Фриске, К. Новикова, Ю. Ковальчук, А. Семенович                                        | не издавался                  |
| 2004 | «Новогодняя песня»                                 | Андрей Грозный                     | К. Новикова, Ю. Ковальчук, А. Семенович, Н. Ручка                                         | не издавался                  |
| 2004 | «Новогодняя песня» (Remix)                         | Андрей Грозный                     | К. Новикова, Ю. Ковальчук, А. Семенович, Н. Ручка                                         | не издавался                  |
| 2005 | «Пальмы парами»                                    | Андрей Грозный                     | К. Новикова, Ю. Ковальчук, А. Семенович, Н. Ручка                                         | не издавался                  |
| 2005 | «Брат мой десантник»                               | Марина Ламтеева                    | К. Новикова, Ю. Ковальчук, А. Семенович, Н. Ручка                                         | не издавался                  |
| 2005 | «Восточные сказки» (feat. Arash)                   | Александр Игудин                   | К. Новикова, Ю. Ковальчук, А. Семенович, Н. Ручка                                         | не издавался                  |
| 2006 | «Агент 007»                                        | Андрей Грозный                     | К. Новикова, Ю. Ковальчук, А. Семенович, Н. Ручка                                         | не издавался                  |
| 2008 | «Одноклассники»                                    | Марита Захарова                    | Н. Ручка, А. Осипова, А. Дубовицкая, Ю. Лукашева                                          | не издавался                  |
| 2008 | «Знаешь, милый»                                    | Андрей Грозный, Владислав Опельянц | Н. Ручка, А. Осипова, А. Дубовицкая, Ю. Лукашева                                          | не издавался                  |
| 2010 | «Шар»                                              | Роман Прыгунов                     | Н. Ручка, А. Осипова, А. Дубовицкая, М. Бережная                                          | не издавался                  |
| 2013 | «Потерять»                                         | Роман Прыгунов                     | К. Новикова, Н. Ручка, А. Осипова, М. Бережная                                            | не издавался                  |
| 2015 | «Бригада маляров»                                  | Андрей Грозный, Александр Сюткин   | Н. Ручка, М. Бережная, С. Золотова, К. Илларионова                                        | не издавался                  |
| 2017 | «Это Любовь»                                       | Андрей Грозный                     | М. Бережная, С. Золотова, К. Илларионова (при участии П. Иодис)                           | не издавался                  |
| 2022 | «Другая»                                           | Александр Игудин                   | К. Новикова, Н. Ручка, М. Бережная, С. Золотова, К. Илларионова (при участии Супер Жорик) | не издавался                  |